# Giacomo Petrobelli

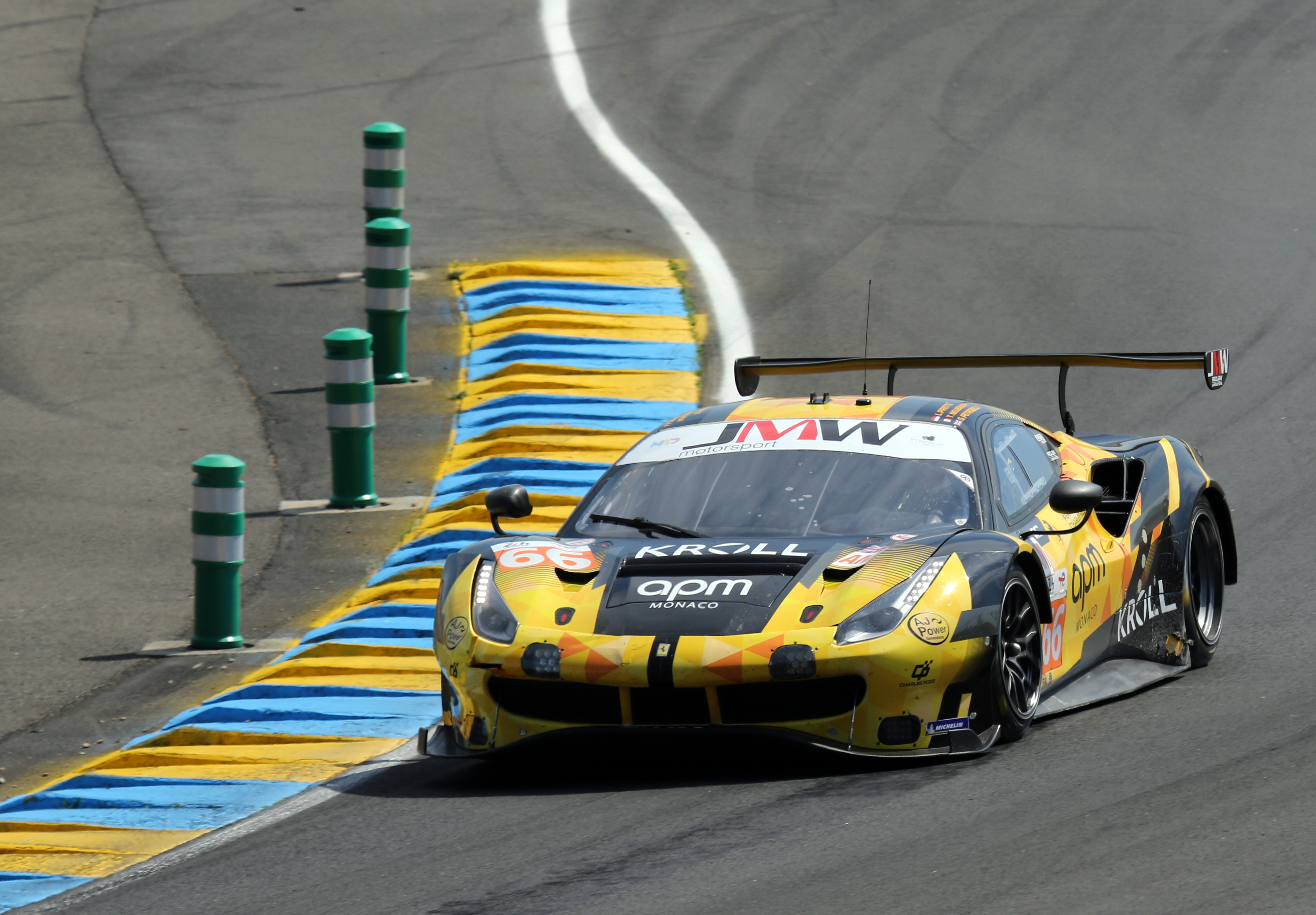
Der Ferrari 488 GTE Evo von Thomas Neubauer, Giacomo Petrobelli und Louis Prette beim 24-Stunden-Rennen von Le Mans 2023

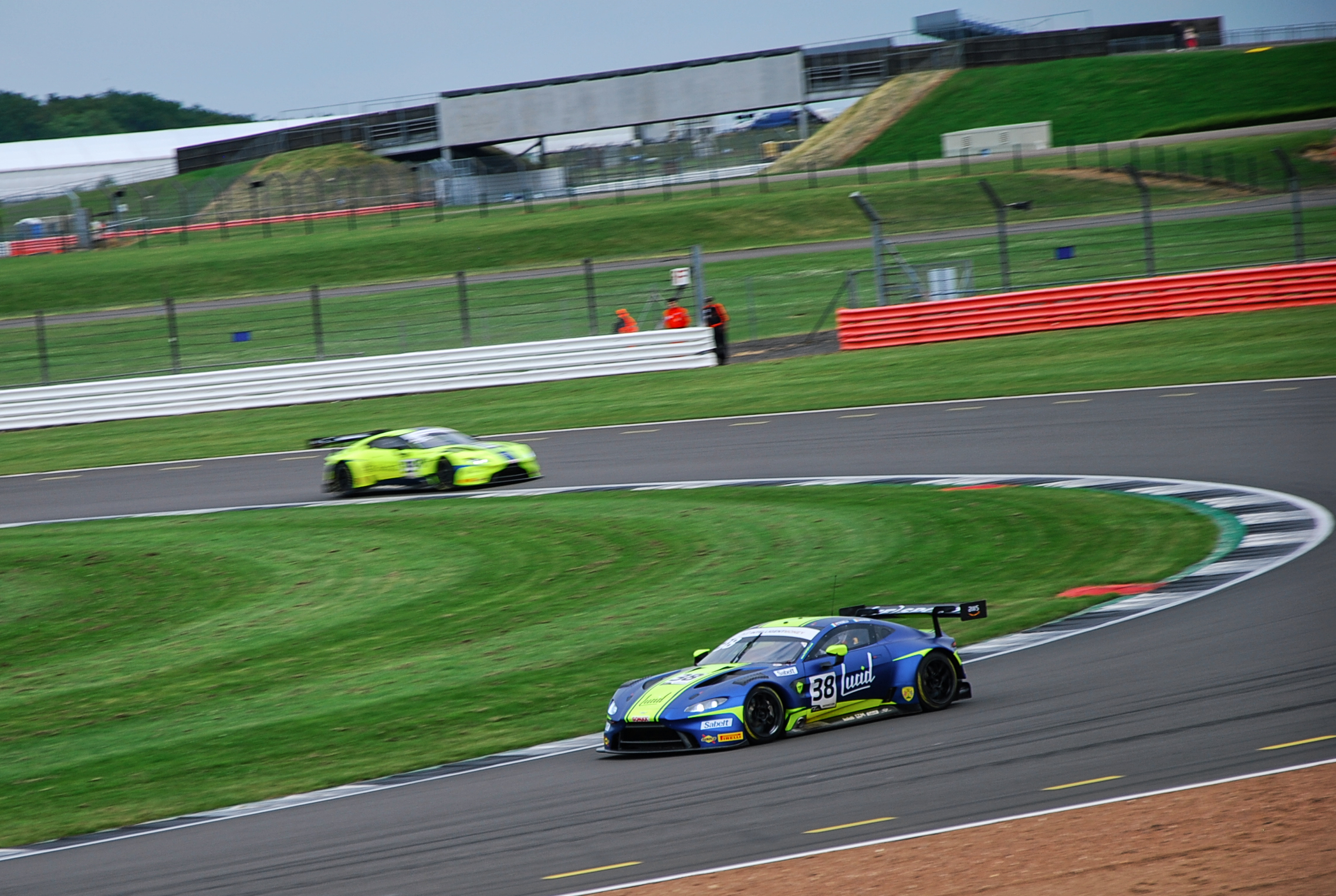
Der von Giacomo Petrobelli gefahrene Aston Martin Vantage AMR, bei einem Rennen zur britischen GT-Meisterschaft 2021 in Silverstone

Giacomo Petrobelli (* 7. November 1975 in Venedig) ist ein italienischer Banker und Autorennfahrer.

## Banker
Giacomo Petrobelli studierte Wirtschaftswissenschaften an der Universität Padua und der London School of Economics and Political Science. Nach dem Studium war er in unterschiedlichen Funktionen bei Banken in Italien und Großbritannien tätig. Er arbeitete für den Finanzdienstleister Apollo Global Management und die Bremer Kreditbank. Er war Vorstand  beim in Bremen ansässigen Bankhaus Neelmeyer und ist nach der Übernahme durch die Oldenburgische Landesbank dort seit Juni 2022 Firmenkundenvorstand.

## Karriere als Rennfahrer
2006 begann Petrobelli als Amateurrennfahrer mit dem Motorsport. Er startete in der Formel Palmer Audi, wo er in seiner ersten Saison als Fahrer den 4. Endrang erreichte. 2007 wechselte er in den GT-Sport und fuhr in der Folge in der spanischen- und britischen GT-Meisterschaft, den International GT Open, der Le Mans Series und ab 2012 fast ausschließlich in der Blancpain Endurance Series. Beste Jahresplatzierung war der dritte Rang im GT3-Pro-Am-Cup 2012. 
2023 gab er sein Debüt beim 24-Stunden-Rennen von Le Mans und fuhr dort gemeinsam mit Louis Prette und Thomas Neubauer einen Ferrari 488 GTE Evo, der nach einem Unfall ausfiel.

## Statistik

### Le-Mans-Ergebnisse
| Jahr | Team           | Fahrzeug            | Teamkollege      | Teamkollege     | Platzierung | Ausfallgrund |
| ---- | -------------- | ------------------- | ---------------- | --------------- | ----------- | ------------ |
| 2023 | JMW Motorsport | Ferrari 488 GTE Evo | Louis Prette     | Thomas Neubauer | Ausfall     | Unfall       |
| 2024 | JMW Motorsport | Ferrari 296 GT3     | Larry ten Voorde | Salih Yoluç     | Ausfall     | Benzinpumpe  |

### Einzelergebnisse in der FIA-Langstrecken-Weltmeisterschaft
| Saison | Team           | Rennwagen       | 1   | 2   | 3   | 4   | 5   | 6   | 7   | 8   |
| ------ | -------------- | --------------- | --- | --- | --- | --- | --- | --- | --- | --- |
| 2023   | JMW Motorsport | Ferrari 488 GTE | SEB | POR | SPA | LEM | MON | FUJ | BAH |     |
| 2023   | JMW Motorsport | Ferrari 488 GTE | DNF |     |     |     |     |     |     |     |
| 2024   | JMW Motorsport | Ferrari 296 GT3 | KAT | IMO | SPA | LEM | SAO | AUS | FUJ | BAH |
| 2024   | JMW Motorsport | Ferrari 296 GT3 | DNF |     |     |     |     |     |     |     |